# Stylurus
Stylurus är ett släkte av trollsländor. Stylurus ingår i familjen flodtrollsländor.

## Bildgalleri

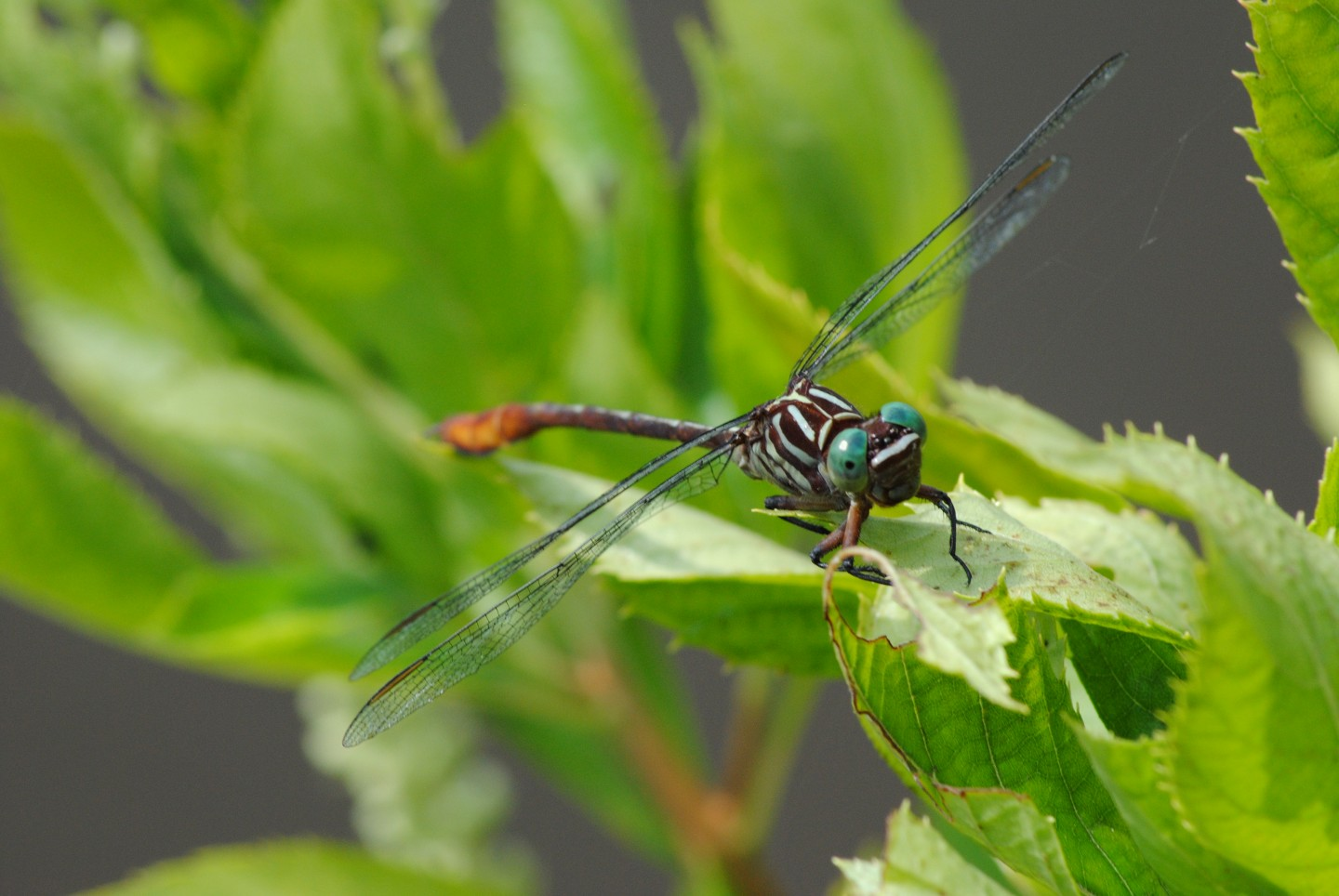

## Dottertaxa tillStylurus, i alfabetisk ordning[1]
- Stylurus amicus
- Stylurus amnicola
- Stylurus annulatus
- Stylurus clathratus
- Stylurus endicotti
- Stylurus erectocornis
- Stylurus falcatus
- Stylurus flavicornis
- Stylurus flavipes
- Stylurus gaudens
- Stylurus gideon
- Stylurus intricatus
- Stylurus ivae
- Stylurus kreyenbergi
- Stylurus laurae
- Stylurus nagoyanus
- Stylurus nanningensis
- Stylurus nobilis
- Stylurus notatus
- Stylurus occultus
- Stylurus oculatus
- Stylurus olivaceus
- Stylurus placidus
- Stylurus plagiatus
- Stylurus potulentus
- Stylurus scudderi
- Stylurus spiniceps
- Stylurus takashii
- Stylurus tongrenensis
- Stylurus townesi